# Харпер Ли
Нел Харпер Ли (енгл. Nelle Harper Lee; Монровил, 28. април 1926 — Монровил, 19. фебруар 2016) била је америчка књижевница. Најпознатија је по свом Пулицеровом наградом овенчаном роману Убити птицу ругалицу (To Kill a Mockingbird) из 1960. године. Године 2007. је одликована Председничком медаљом слободе за свој допринос књижевности.
Харпер Ли је дуже од педесет година одбијала да напише други роман. У фебруару 2015. је објављено да је Харпер Ли преко адвоката дала дозволу за објављивање књиге Иди и постави стражара (Go Set a Watchman), чија се радња догађа деценију након радње описане у делу Убити птицу ругалицу. Међутим, премда је наставак првог, нови роман је настао раније, то јест, Иди и постави стражара представља прву верзију коју су издавачи одбили да објаве, и из које је Ли извукла поједине делове, развивши их у Убити птицу ругалицу. Пошто је ауторка била слепа, глува и непокретна од 2007, услед последица шлога, и пошто је пет деценија упорно одбијала да напише и објави ново дело, многи су се запитали да ли је Харпер Ли уопште дала пристанак да се прва верзија књиге Убити птицу ругалицу објави као нова, посебна књига. Иди и постави стражара је објављен јула 2015.

## Биографија
Рођена је 28. априла 1926. у Монровилу, Алабама, као најмлађа од четворо деце Френсис Канингем (рођена Финч) и Амасе Колман Ли. Родитељи су изабрали њено средње име, Харпер, у част педијатра др Вилијама В. Харпера из Селме, који је спасио живот њеној сестри Луиз. Њено име, Нел, било је име њене баке написано уназад и име које је користила, док је Харпер Ли првенствено био њен псеудоним. Лијева мајка је била домаћица; њен отац је био бивши уредник новина, бизнисмен и адвокат, који је такође служио у државном законодавству Алабаме од 1926. до 1938. године. Преко оца је била у сродству са генералом Робертом Лијем из угледне породице Ли. Пре него што је А .Ц. Ли постао адвокат, једном је бранио двојицу црнаца оптужених за убиство белог магационера. Оба клијента, отац и син, су обешени.
Лијева три брата и сестре били су Алис Финч Ли (1911–2014), Луиз Ли Конер (1916–2009) и Едвин Ли (1920–1951). Иако је Нел остала у контакту са својим значајно старијим сестрама током њиховог живота, само је њен брат био довољно близак по годинама да се игра са њим. Она се повезала са Труманом Капотеом (1924–1984), који је посећивао породицу у Монровилу током лета од 1928. до 1934.
Док је била уписана у средњу школу округа Монро, Ли је развила интересовање за енглеску књижевност, делом преко своје учитељице Гледис Вотсон, која је постала њен ментор. Након што је 1944. године завршила средњу школу, као и њена најстарија сестра Алис Финч Ли, Нел је годину дана похађала тадашњи женски колеџ Хунтингдон у Монтгомерију, а затим се пребацила на Универзитет Алабама у Тускалуси, где је неколико година студирала право. Нел је такође писала за универзитетске новине (The Crimson White) и хумористички часопис (Rammer Jammer), али на велико разочарење њеног оца, оставила је један семестар мање од завршетка кредитних сати за диплому. У лето 1948. Ли је похађала програм летње школе, „Европска цивилизација у двадесетом веку“, на Оксфордском универзитету у Енглеској, који је финансирао њен отац, који се надао — узалудно, како се испоставило — да ће је то искуство натерати више заинтересована за студије права у Тускалузи.

## Убити птицу ругалицу
Ја никада нисам очекивала било какву врсту успеха са Птицом ругалицом. Надала сам се брзој и милостивој смрти од руке критичара, али у исто време сам се на један начин надала да ће се некоме довољно допасти да ме охрабри. Охрабрење јавности. Ја сам се мало надала, као што сам рекла, али сам добила заиста пуно, и на неки начин то је било застрашујуће као и брза милостива смрт, коју сам очекивала.— Харпер Ли, 1964.
Године 1949. Ли се преселила у Њујорк и запослила се – прво у књижари, а затим као агент за резервације авио-компанија – док је писала у своје слободно време. Након што је објавио неколико дугих прича, Ли је пронашао агента у новембру 1956; Морис Крејн ће постати пријатељ све до своје смрти деценијама касније. Следећег месеца, у градској кући Мајкла Брауна у источној 50. улици, пријатељи су Лију дали поклон од годишње плате уз напомену: „Имаш једну годину слободног од посла да напишеш шта год желиш. Срећан Божић.“

### Настанак
У пролеће 1957. године, 31-годишњи Ли је доставила рукопис књиге Go Set a Watchman Крејну који је требао да га пошаље издавачима, укључујући сада непостојећу J. B. Lippincott Company, која га је на крају купила У компанији Липинкот, роман је је дошао до Теј Хохоф, који је био импресиониран. „Искра правог писца бљеснула је у сваком реду“, испричала је касније. Али Хохоф је сматрала да рукопис никако није погодан за објављивање. Био је то, како је описала, „више серија анегдота него потпуно осмишљен роман“. Током наредних неколико година менторисала је Ли од једног нацрта до другог све док књига коначно није постигла свој коначан облик и преименована је у Убити птицу ругалицу.
Као и многи необјављени аутори, Ли није била сигурна у своје таленте. „Била сам почетник, па сам урадила како ми је речено“, рекла је Ли у изјави из 2015. о еволуцији од Watchman до Птице ругалице. Хохоф је касније описала процес, за корпоративну историју Липинкота: „После неколико лажних почетака, прича, међуигра ликова и пад фокуса у књизи су постајали јаснији, а са сваком новом верзијом – било је много мањих промена како је прича постајала све јача. и у њеној сопственој визији тога — прави стас романа је постао очигледан." (1978. године, Липпинкот је купила Harper & Row, која је постала HarperCollins која је објавила Watchman 2015. Хохоф је описала однос између аутора и уредника: „Када се она није сложила са сугестијом, понекад смо разговарали о томе Сатима" ... „И понекад је она дошла до мог начина размишљања, понекад ја до њеног, понекад би дискусија отворила потпуно нову линију земље.
Једне зимске ноћи, како прича Чарлс Ј. Шилдс у књизи Mockingbird: A Portrait of Harper Lee, Ли је бацила свој рукопис кроз прозор и у снег, пре него што је у сузама позвала Хохофа. Шилдс се присећа да јој је „Теј рекла да одмах изађе напоље и покупи странице“.
Када је роман коначно био спреман, ауторка је одлучила да користи име „Харпер Ли“ уместо да ризикује да њено име Нел буде погрешно идентификовано као „Нели“.
Књига је објављена 11. јула 1960. Убити птицу ругалицу је одмах постао бестселер и освојио је велико признање критике, укључујући Пулицерову награду за фикцију 1961. године. Књига је остала бестселер, са више од 40 милиона штампаних примерака. Године 1999. проглашен је за „Најбољи роман века“ у анкети Библиотечког журнала.

### Аутобиографски детаљи у роману
Као и Ли, извиђач у роману је ћерка угледног адвоката из малог града Алабаме. Скаутов пријатељ, Дил Харис, био је инспирисан Лијевим пријатељем и комшијом из детињства, Труманом Капотеом; Ли је, заузврат, модел за лик у првом Капотеовом роману, Other Voices, Other Rooms, објављеном 1948. године. Иако радња Лииног романа укључује неуспешну правну одбрану сличну оној коју је предузео њен отац адвокат, знаменити случај међурасног силовања дечака из Скотсбороа из 1931. можда је такође утицао да се обликује Лиина друштвена свест.
Док је сама Ли умањила аутобиографске паралеле у књизи, Труман Капоте, помињући лик Бу Радлија у Убити птицу ругалицу, описао је детаље које је сматрао аутобиографским: „У мојој оригиналној верзији Други гласови, друге собе имао сам тог истог човека да живи у кући То је остављало ствари на дрвећу, а онда сам то извадио. Он је био прави мушкарац, и живео је одмах низ пут од нас. Некада смо ишли и вадили те ствари са дрвећа. Све што је писала о томе је апсолутно тачно. Али видите, ја узимам исту ствар и преносим је у неки готички сан, урађен на потпуно другачији начин."

## Средње године
Ли је 40 година живела на пола радног времена у 433 East 82nd Stree на Менхетну, у близини свог друга из детињства Капотеа. Његов први роман, полуаутобиографски Други гласови, друге собе, објављен је 1948. године; деценију касније Капоте је објавио Доручак код Тифанија, који је постао филм, мјузикл и две позоришне представе. Док је рукопис Убити птицу ругалицу објављен је 1959. године, Ли је пратио Капотеа у Холкомб, Канзас, како би му помогао да истражи оно што су мислили да би био чланак о одговору малог града на убиство фармера и његове породице. Капоте би проширио материјал у своју најпродаванију књигу, Хладнокрвно убиство, серијализовану почетком септембра 1965. и објављену 1966.
Након што је To Kill a Mockingbird објављен, Ли је започела вртлог публицистичких турнеја, што јој је било тешко с обзиром на њену склоност приватности и многе интервјуисте који су рад окарактеризирали као "причу о пунољетности". Расне тензије на југу су порасле пре изласка књиге. Студенти са Универзитета Северна Каролина А&Т организовали су прву заседање месецима пре објављивања. Како је књига постала бестселер, Freedom Riders су стигли у Алабама и били претучени у Анистону и Бирмингему. У међувремену, Убити птицу ругалицу освојио је 1961. Пулицерову награду за белетристику и Награду Братства 1961. од Националне конференције хришћана и Јевреја и постао сажети избор Reader's Digest Book Club и алтернативни избор Клуба за књигу месеца.
Ли је помогла у адаптацији књиге за сценарио Хортона Фута који је освојио Оскара 1962. и рекао: „Мислим да је то један од најбољих адптација књиге за филм икада направљених“. Грегори Пек је освојио Оскара за изведбу улоге Атикуса Финча, оца приповедача романа, Скаута. Породице су се зближиле; Пеков унук, Харпер Пек Вол, добио је име по Харпер Ли.
Од објављивања књиге Убити птицу ругалицу до своје смрти 2016, Ли није одобрила скоро ниједан захтев за интервјуе или јавне наступе и, са изузетком неколико кратких есеја, није објавила ништа даље до 2015. Радила је на следећем роману — Дуго збогом — али је на крају роман остао недовршен.
Ли је преузела значајне одговорности за бригу о свом остарелом оцу, који је био одушевљен њеним успехом, и који је чак почео да даје аутограме као „Атикус Финч“. Његово здравље се погоршало и умро је у Алабами, 15. априла 1962. године. Ли је одлучила да проведе више времена у Њујорку, док је туговала. Током деценија, њена пријатељ Капоте је практиковао декадентан начин живота, који је био у супротности са њеним преференцијама за тих, анониман живот. Ли је више волела да посећује пријатеље у њиховим домовима (иако се дистанцирала од оних који су критиковали њено пијење), и такође се ненајављено појављивала у библиотекама или другим скуповима, посебно у Монровилу.
Јануара 1966, председник Линдон Б. Џонсон је именовао Ли у Национални савет за уметност.
Ли је такође схватила да је њена књига постала контроверзна, посебно међу сегрегационистима и другим противницима покрета за грађанска права. Године 1966, Ли је написала писмо уреднику као одговор на покушаје школског одбора из Ричмонда, Вирџинија, да забрани Убиство птице ругалице као „неморалну књигу“:
Surely it is plain to the simplest intelligence that To Kill a Mockingbird spells out in words of seldom more than two syllables a code of honor and conduct, Christian in its ethic, that is the heritage of all Southerners. To hear that the novel is 'immoral' has made me count the years between now and 1984, for I have yet to come across a better example of doublethink.
Џејмс Ј. Килпатрик, уредник часописа The Richmond News Leader, основао је фонд Beadle Bumble за плаћање казни за жртве, како је рекао, деспота на клупи. Фонд је изградио користећи прилоге читалаца и касније га користио за одбрану књига, али и људи. Након што је одбор у Ричмонду наредио школама да одложе све примерке Убити птицу ругалицу, Килпатрик је написао: „Моралнији роман једва да се може замислити. У име фонда Beadle Bumble, понудио је бесплатне примерке деци која су се пријавила, а до краја прве недеље је поделио 81 примерак.
Почевши од 1978. године, уз охрабрење својих сестара, Ли се вратила у Алабама и започела књигу о серијском убици из Алабаме и суђењу његовом убици у Александер Ситију, под радним насловом The Reverend, али је књигу оставила по страни када није била задовољна. Када је 1983. присуствовала Фестивалу историје и наслеђа Алабаме у Еуфаули, Алабама, како је њена сестра организовала, представила је есеј „Романса и велика авантура“.

## 2005–2014
У марту 2005, Ли је стигла у Филаделфију — први пут у град од када је потписала уговор са издавачем 1960. — да би добила инаугуралну награду АТТИ за позитивне приказе адвоката у уметности од Spector Gadon & Rosen Foundation. На наговор Пекове удовице, Вероник Пек, Ли је путовао возом од Монровила до Лос Анђелеса 2005. да би примила књижевну награду јавне библиотеке Лос Анђелеса. Такође је присуствовала ручковима за студенте који су писали есеје засноване на њеном раду, који се одржавају сваке године на Универзитету у Алабами. Дана 21. маја 2006. године, прихватила је почасну диплому Универзитета Нотр Дам, где су је матуранти поздрављали држећи копије Убити птицу ругалицу током церемоније.
Ли је 7. маја 2006. написала писмо Опри Винфри (објављено у O, The Oprah Magazine у јулу 2006.) о својој љубави према књигама као детету и посвећености писаној речи: „Сада, 75 година касније у изобиљу друштво у којем људи имају лаптопове, мобилне телефоне, ајпод-ове и умове као празне собе, ја се и даље трудим са књигама."
Док је 20. августа 2007. присуствовао церемонији увођења четири члана у Alabama Academy of Honor, Ли је одбила позив да се обрати публици, рекавши: "Па, боље је ћутати него бити будала."
Петог новембра 2007. Џорџ В. Буш је Ли уручио Председничку медаљу слободе. Ово је највиша цивилна награда у Сједињеним Државама и одаје признање појединцима који су дали „посебно заслужан допринос безбедности или националним интересима Сједињених Држава, миру у свету, културним или другим значајним јавним или приватним подухватима“.
Председник Барак Обама је 2010. доделио Ли Националну медаљу уметности, највишу награду коју додељује влада Сједињених Држава за „изузетан допринос изврсности, напретку, подршци и доступности уметности“.
У интервјуу за аустралијске новине из 2011., велечасни др Томас Лејн Батс рекао је да Ли живи у установи за помоћ старијима, да користи инвалидска колица, делимично је слепа и глува, и да пати од губитка памћења. Батс је такође рекао да му је Ли рекла зашто никада више није написала: „Два разлога: један, не бих прошла кроз притисак и публицитет кроз који сам прошао са Убити птицу ругалице, ни за какву суму новца. Друго, рекла сам шта сам хтео да кажем, и нећу то више да кажем“.
Ли је 3. маја 2013. поднела тужбу Окружном суду Сједињених Aмеричких Држава да поврати ауторска права на To Kill a Mockingbird, тражећи неодређену штету од зета њеног бившег књижевног агента и повезаних субјеката. Ли је тврдила да се тај човек „упустио у шему да је превари“ да му додели ауторска права на књигу 2007. године, када су њен слух и вид били у опадању, а она је боравила у установи након што је претрпела мождани удар. У септембру 2013. адвокати обе стране су најавили нагодбу тужбе.
У фебруару 2014. тужба против Музеја наслеђа округа Монро је споразумно решена и добила је накнаду чији износ није откривен . У тужби се наводи да је музеј користио њено име и наслов  Убити птицу ругалицу да се промовише и да продаје сувенире без њеног пристанка. Њени адвокати су 19. августа 2013. поднели пријаву за жиг, на шта је музеј уложио приговор. Ово је навело њеног адвоката да поднесе тужбу 15. октобра исте године, „која доводи у питање веб локацију музеја и продавницу поклона, које оптужује да су продавали робу, укључујући мајице, шоље за кафу и друге разне ситнице са брендом Ругалице."

### 2015:Иди и постави стражара
Према адвокату Хапер Ли, Тоњи Картер, након првобитног састанка за процену њене имовине 2011. године, она је поново прегледала Лијев сеф 2014. и пронашла рукопис за Иди и постави стражара. Након што је контактирала Ли и прочитала рукопис, проследила га је Лијевом агенту Ендру Нирнбергу.
Трећег фебруара 2015. објављено је да ће HarperCollinsобјавити Go Set a Watchman, који укључује верзије многих ликова из претходне књиге. Према саопштењу за штампу издавача, првобитно се мислило да је рукопис Иди и постави стражара изгубљен. Према Нирнбергу, птица Ругалица је првобитно била замишљена да буде прва књига трилогије: „Разговарали су о објављивању Птице Ругалице прво, Стражара последњег и краћег повезујућег романа између две књиге.“
Извештај Џонатана Малера у Њујорк тајмсу о томе како је Иди и постави стражара заиста сматран само првим нацртом Птице ругалице чини се мало вероватном.
Ову карактеризацију, међутим, оспорили су многи Лијеви пријатељи. Марја Милс, ауторка књиге The Mockingbird Next Door: Life with Harper Lee, пријатељицом и бившом комшијом, насликала је сасвим другачију слику. У свом тексту за The Washington Post, „The Harper Lee I Knew“, она је цитирала Алис — Лијеву сестру, коју је описала као „чувара капија, саветника, заштитника“ током већег дела Лијевог одраслог живота — како је рекла: „Јадна Нелле Харпер не види и не чује и потписаће било шта што јој стави било ко у кога има поверења." Напоменула је да је Вочман објављен само два и по месеца након Алисине смрти и да је сва преписка са Ли и од Ли ишла преко њеног новог адвоката. Она је описала Ли као „у инвалидским колицима у центру за асистиране животе, скоро глуву и слепу, са униформисаним чуваром постављеним на вратима“, а њени посетиоци „ограничени на оне на одобреној листи“.
Колумниста Њујорк тајмса Џо Носера наставио је овај аргумент. Такође се оспоравао због тога како је Murdoch Empire промовисала књигу као новооткривени роман и да је рукопис открила Тоња Б. Картер, која је радила у адвокатској канцеларији Алис Ли и која је постала Лијев "нови заштитник" „-- адвокат, повереник и портпарол - након смрти њене сестре Алис. Ноцера је приметио да су други људи на састанку Сотбија 2011. инсистирали да је Лијев адвокат био присутан 2011. године, када су Лијев бивши агент (који је касније отпуштен) и специјалиста Сотбија пронашли рукопис. Рекли су да је добро знала да је то исти онај који је поднет Теју Хохофу 1950-их и који је прерађен у птицу ругалицу, и да је Картер седела на открићу, чекајући тренутак када ће она, а не Алис, бити главна о пословима Харпер Ли.
Ауторство и „Убити птицу ругалицу“ и „Иди постави стражара“ истраживано је уз помоћ форензичке лингвистике и стилометрије. У студији коју су спровела три пољска академика, Мицхаł Цхоински, Мациеј Едера и Јан Рибицки, ауторски отисци прстију Лија, Хохофа и Капотеа су супротстављени како би се доказало да су „Убити птицу ругалицу“ и „Иди постави стражара“ написали иста особа. Међутим, њихова студија такође сугерише да је Капоте могао да помогне Лију у писању почетних поглавља "Убити птицу ругалицу".

### Смрт
Ли је умрла у сну ујутру 19. фебруара 2016. године у 89. години Пре смрти, живела је у Монровилу у Алабами. Њена сахрана одржана је 20. фебруара у Првој уједињеној методистичкој цркви у Монровилу. Служби је присуствовала блиска породица и пријатељи, а хвалоспев је одржао Вејн Флинт.
Након њене смрти, The New York Times је поднео тужбу у којој је тврдио да, пошто је тестамент Ли поднет оставинском суду у Алабами, он треба да буде део јавног записа. Тврдили су да се тестаменти поднети на оставинском суду сматрају делом јавног списа, и да би Лее-јев требало да буде јавно објављен. Суд у Алабами је отпечатио тестамент 2018.

## Прикази у делима фикције
Лик Харпер Ли је глумила Кетрин Кинер у филму Капоте (2005), Сандра Булок у филму Злогласни (2006) и Трејси Хојт у ТВ филму Scandalous Me: The Jacqueline Susann Story (1998). У адаптацији романа Трумана Капотеа Други гласови, друге собе (1995), лик Идабел Томпкинс, која је инспирисана Капотовим сећањима на Ли из детињства, игрa глумица Обри Долар.

## Дела

### Романи
- Убити птицу ругалицу (To Kill a Mockingbird, 1960)
- Иди и постави стражара (Go Set a Watchman, 2015)

### Чланци
- „Love—In Other Words”. Vogue. 15. 4. 1961. стр. 64—65.
- „Christmas to Me”. McCall's. децембар 1961.
- „When Children Discover America”. McCall's. август 1965.
- „Romance and High Adventure”. 1983. A paper presented in Eufaula, Alabama, and collected in the anthology Clearings in the Thicket (1985).
- „Open letter to Oprah Winfrey”. O, The Oprah Magazine. јул 2006.